# Naverne på Christiania
|  | Denne artikel er oprettet af botten PalnaBot ud fra en ekstern database. Den kan derfor have sproglige fejl eller mangler. Denne skabelon kan fjernes efter kontrol af indholdet. |

Naverne på Christiania er en film instrueret af Jesper Birch.

## Handling
En skildring af de i Europa omvandrende navere, der ofte kan mødes på Christiania i København.